# Carlo Peretti
Carlo Peretti (Florence, 5 maart 1930) was een Italiaans waterpolospeler.
Carlo Peretti nam als waterpoloër eenmaal deel aan de Olympische Spelen; in 1952. In 1952 maakte hij deel uit van het Italiaanse team dat het brons wist te veroveren. Hij speelde vijf wedstrijden.
Ermenegildo Arena · 
Lucio Ceccarini · 
Raffaello Gambino · 
Salvatore Gionta · 
Maurizio Mannelli · 
Geminio Ognio · 
Carlo Peretti · 
Vincenzo Polito · 
Cesare Rubini · 
Renato De Sanzuane · 
Renato Traiola